# Mönchhof
Mönchhof (ungerska: Barátudvar)  är en ort och kommun i Österrike. Den ligger i distriktet Neusiedl am See i förbundslandet Burgenland, i den östra delen av landet, 60 km sydost om huvudstaden Wien. 